# راجر اشتون-گریفیتس
راجر اشتون-گریفیتس (انگلیسی: Roger Ashton-Griffiths؛ زادهٔ ۱۹ ژانویهٔ ۱۹۵۷) بازیگر، کارگردان و فیلم‌نامه‌نویس اهل کانادا است. از فیلم‌ها یا برنامه‌های تلویزیونی که وی در آن نقش داشته است، می‌توان به دار و دسته‌های نیویورکی، برادران گریم، شرلوک هلمز جوان، جک قاتل، خانه شوم و آشپز، دزد، همسرش و عاشقش اشاره کرد.